# Spongdal
Spongdal is een plaats in de Noorse gemeente Trondheim, provincie Trøndelag. Spongdal telt 424 inwoners (2007) en heeft een oppervlakte van 0,26 km².